# 민상연
민상연(閔詳然, 1992년 7월 31일~)은 대한민국의 바둑 기사이다.

## 약력
<바둑 성적>
2010년 제15회 삼성화재배 아마추어 대표로 선발되어 본선에 진출했으며 2011년 제3회 비씨카드배 통합 예선을 통과했다. 2012년 제131회 입단대회를 통해 프로에 입단했고 2단으로 승단했다. 제56기 국수전 도전자 결정전에 진출했다. 2014년 3단으로 승단한 이후 신인왕전 준우승(대 변상일 1-2)을 차지했다.
2015년 제43기 하이원리조트배 명인전 본선과 렛츠런파크배 본선에 진출했으며 4단으로 승단했다. 2016년 제35회 KBS바둑왕전 32강에 올랐으며 제3회 바이링배 세계바둑오픈전 16강에 진출했다. 같은해 9월 5단으로 승단했다. 